# Pilský mlýn (Sedlice)
Pilský mlýn, podle svého někdejšího majitele dříve nazývaný také Pillerův, se nachází pod hrází rybníka Horní Zástava na Brložském potoce asi 2 km jihozápadně od Sedlice v okrese Strakonice. V roce 1827 byl zničen povodní, což dalo vznik písni Nemelem, nemelem. V první polovině 20. století jej vlastnil Josef Pravda, který roku 1936 nechal poblíž postavit Boží muka.
Později stavbu zakoupily Sokolovské hnědouhelné doly, které ji přestavěly a od roku 1964 zde provozovaly pionýrské tábory pro děti svých zaměstnanců. Nyní areál chátrá, i když byl využíván ještě počátkem 21. století.